# Bobby Cannavale
Roberto Michael Cannavale (født 3. maj 1970) er en amerikansk skuespiller. Han er bedst kendt for forskellige tv-roller, herunder samtlige hovedroller i Third Watch, Vinyl og Mr. Robot, samt tilbagevendende roller i Will & Grace, som vandt ham Primetime Emmy Award for Outstanding Guest Actor in a Comedy Series i 2005, og Boardwalk Empire, som han vandtPrimetime Emmy Award for for fremragende birolle i en dramaserie i 2015. Fra 2018 til 2020 spillede Cannavale Colin Belfast i Amazon Prime Videos psykologiske thrillerserie Homecoming (2018–2020). I 2021 havde han en rolle i Hulu- miniserien, Nine Perfect Strangers, baseret på romanen af samme navn af Liane Moriarty. Han er også kendt for at spille i Martin Scorceses The Irishman fra 2019.
I 2022 spiller Cannavale Dean Braddock i Netflix-serien fra 2022, The Watcher.

## Personlige liv
Fra 1994 til 2003 var Cannavale gift med skuespiller/manuskriptforfatter Jenny Lumet – instruktøren Sidney Lumets datter og sangeren Lena Hornes barnebarn – med hvem han har en søn, skuespilleren Jake Cannavale. Cannavale og Jake blev castet som far og søn i sæson fire af Nurse Jackie.
Cannavale har været i et forhold med den australske skuespillerinde Rose Byrne siden 2012. Deres første barn blev født i 2016 og det andet barn i 2017.

## Filmografi

### Film
| År   | Titel                             | Role                             | Noter                              |
| ---- | --------------------------------- | -------------------------------- | ---------------------------------- |
| 1996 | Night Falls on Manhattan          | Vigoda Assistant #1              |                                    |
| 1999 | Gloria                            | Jack Jesus Nunez                 |                                    |
| 1999 | The Bone Collector                | Detective Steve                  |                                    |
| 2000 | 3 A.M.                            | Jose                             |                                    |
| 2002 | Washington Heights                | Angel                            |                                    |
| 2002 | The Guru                          | Randy                            |                                    |
| 2003 | Shortcut to Happiness             | Cop                              |                                    |
| 2003 | The Station Agent                 | Joe Oramas                       |                                    |
| 2004 | Fresh Cut Grass                   | Billy Pecchio                    |                                    |
| 2004 | Haven                             | Lieutenant                       |                                    |
| 2004 | Shall We Dance?                   | Chic                             |                                    |
| 2004 | The Breakup Artist                | Neighbor                         |                                    |
| 2005 | Happy Endings                     | Javier Duran                     |                                    |
| 2005 | Romance &amp; Cigarettes          | Chetty Jr. / "Fryburg"           |                                    |
| 2006 | The Night Listener                | Jess                             |                                    |
| 2006 | Fast Food Nation                  | Mike                             |                                    |
| 2006 | Snakes on a Plane                 | Henry "Hank" Harris              |                                    |
| 2006 | 10 Items or Less                  | Bobby                            |                                    |
| 2007 | The Ten                           | Marty McBride                    |                                    |
| 2007 | Dedication                        | Don Meyers                       |                                    |
| 2008 | The Take                          | Agent Steve Perelli              |                                    |
| 2008 | Diminished Capacity               | Lee Vivyan                       |                                    |
| 2008 | The Promotion                     | Mark Timms                       |                                    |
| 2008 | 100 Feet                          | Lou Shanks                       |                                    |
| 2009 | Paul Blart: Mall Cop              | Commander James Kent             |                                    |
| 2009 | The Merry Gentleman               | Michael Elkhart                  |                                    |
| 2009 | Brief Interviews with Hideous Men | Subject #40                      |                                    |
| 2009 | Louis C.K.'s Last Chance          | Porn Producer                    | Kortfilm                           |
| 2010 | F—K                               | Bobby                            | Kortfilm                           |
| 2010 | The Other Guys                    | Jimmy                            |                                    |
| 2010 | Apples                            | Nino                             | Kortfilm                           |
| 2010 | Weakness                          | Joshua Polansky                  |                                    |
| 2011 | Win Win                           | Terry Delfino                    |                                    |
| 2011 | Roadie                            | Randy Stevens                    |                                    |
| 2013 | Movie 43                          | Superman                         | Segment: "Super Hero Speed Dating" |
| 2013 | Parker                            | Jake Fernandez                   |                                    |
| 2013 | Lovelace                          | Butchie Peraino                  |                                    |
| 2013 | Blue Jasmine                      | Chili                            |                                    |
| 2014 | Chef                              | Tony                             |                                    |
| 2014 | Adult Beginners                   | Danny                            |                                    |
| 2014 | Annie                             | Guy Danlily                      |                                    |
| 2015 | Danny Collins                     | Tom Donnelly                     |                                    |
| 2015 | Spy                               | Sergio De Luca                   |                                    |
| 2015 | Ant-Man                           | Jim Paxton                       |                                    |
| 2015 | Daddy's Home                      | Emilio Francisco                 |                                    |
| 2016 | The Fundamentals of Caring        | Cash                             | ukrediteret                        |
| 2017 | Hair                              | Bobby Cannavale                  | Kortfilm                           |
| 2017 | The Nut Job 2: Nutty by Nature    | Frankie (stemme)                 |                                    |
| 2017 | I, Tonya                          | Martin Maddox                    |                                    |
| 2017 | Jumanji: Welcome to the Jungle    | Professor John Hardin Van Pelt   | Krediteret som Van Pelt            |
| 2017 | Ferdinand                         | Valiente/Valiente's far (stemme) |                                    |
| 2017 | The Photographer                  | Photographer                     | Kortfilm                           |
| 2018 | Boundaries                        | Leonard                          |                                    |
| 2018 | Ant-Man and the Wasp              | Jim Paxton                       |                                    |
| 2019 | Motherless Brooklyn               | Tony Vermonte                    |                                    |
| 2019 | The Irishman                      | Felix "Skinny Razor" DiTullio    |                                    |
| 2019 | The Jesus Rolls                   | Petey                            |                                    |
| 2019 | Martha the Monster                | Kevin / Doormat (stemme)         | Kortfilm                           |
| 2020 | Superintelligence                 | George Churchill                 |                                    |
| 2021 | Tom & Jerry                       | Spike (stemme)                   |                                    |
| 2021 | Thunder Force                     | William "The King" Stevens       |                                    |
| 2021 | Jolt                              | Detective Vicars                 |                                    |
| 2021 | This Is the Night                 | Frank Larocca                    |                                    |
| 2021 | Sing 2                            | Jimmy Crystal (voice)            |                                    |
| 2022 | Seriously Red                     | Wilson                           |                                    |
| 2022 | Blonde                            | Joe DiMaggio                     |                                    |
| TBA  | Old Dads                          |                                  | Post-produktion                    |
| TBA  | Inappropriate Behavior            | Max Brandel                      | Ikke færdig                        |

| Year            | Title                                 | Role                                              | Notes                                                   |
| --------------- | ------------------------------------- | ------------------------------------------------- | ------------------------------------------------------- |
| 1998            | When Trumpets Fade                    | Capt. Thomas Zenek                                | Television film                                         |
| 1999–2001       | Third Watch                           | Roberto Caffey                                    | 38 episoder                                             |
| 2000            | Sex and the City                      | Adam Ball                                         | Episode: "Easy Come, Easy Go"                           |
| 2001–2002       | 100 Centre Street                     | Jeremiah Jellinek                                 | 5 episoder                                              |
| 2002            | Law &amp; Order: Special Victims Unit | Kyle Novacek                                      | Episode: "Monogamy"                                     |
| 2002            | Ally McBeal                           | Wilson Jade                                       | 5 episoder                                              |
| 2002            | Law & Order                           | Randy Porter                                      | Episode: "Hitman"                                       |
| 2003            | Kingpin                               | Chato Cadena                                      | 6 episoder                                              |
| 2003            | Mickeypalooza                         | Himself                                           | Television special                                      |
| 2003            | Law &amp; Order: Criminal Intent      | Julian Bello                                      | Episode: "The Gift"                                     |
| 2003            | Oz                                    | Alonzo Torquemada                                 | 2 episoder                                              |
| 2004            | Six Feet Under                        | Javier                                            | 3 episoder                                              |
| 2004–2006, 2018 | Will & Grace                          | Vince D'Angelo                                    | 17 episoder                                             |
| 2005            | N.Y. - 70                             | Det. Niko Corso                                   |                                                         |
| 2005            | The Exonerated                        | Jesse Tafero                                      | Television film                                         |
| 2005            | Recipe for a Perfect Christmas        | Alex Stermadapolous                               | Television film                                         |
| 2006–2007       | The Days of Pets                      | Burke Zuko                                        | Recurring cast                                          |
| 2007            | The War                               | Corado R. "Babe" Ciarlo (stemme)                  | 2 episoder                                              |
| 2007            | The Knights of Prosperity             | Enrico Cortez                                     | 2 episoder                                              |
| 2007            | Law & Order                           | J.P. Lange                                        | Episode: "Murder Book"                                  |
| 2007            | M.O.N.Y.                              | Joe Capanelli                                     | Pilot                                                   |
| 2008–2009       | Cold Case                             | Eddie Saccardo                                    | 7 episoder                                              |
| 2008            | Lipstick Jungle                       | Chris "Parks" Parker                              | Episode: "Chapter Seven: Carpe Threesome"               |
| 2009            | Cupid                                 | Trevor Pierce                                     | 7 episoder                                              |
| 2010            | American Dad!                         | Detective Chaz Miglachio (stemme)                 | Episode: "Cops and Roger"                               |
| 2010            | Louie                                 | Chris                                             | 2 episoder                                              |
| 2010            | Marry Me                              | Adam                                              | Episode(s): Part 1 & 2                                  |
| 2010–2011       | Blue Bloods                           | Charles Rosselini                                 | 3 episoder                                              |
| 2012            | Modern Family                         | Lewis                                             | Episode: "Send Out the Clowns"                          |
| 2012            | Boardwalk Empire                      | Gyp Rosetti                                       | 11 episoder                                             |
| 2012–2013       | Nurse Jackie                          | Dr. Mike Cruz                                     | 12 episoder                                             |
| 2014            | Submissions Only                      | Man with Paper                                    | Episode: "Petit Sweet Ending with N                     |
| 2014            | Robot Chicken                         | Various (stemme)                                  | Episode: "Super Guitario Center"                        |
| 2016            | Vinyl                                 | Richie Finestra                                   | 10 episoder                                             |
| 2017            | Master of None                        | Chef Jeff                                         | 4 episoder                                              |
| 2017            | Comrade Detective                     | Petre Bubescu (stemme)                            | Episode: "Two Films for One Ticket"                     |
| 2017, 2019      | Mr. Robot                             | Irving                                            | 9 episoder                                              |
| 2018            | Angie Tribeca                         | Angela "A.J." Giles Jr.                           | 10 episoder                                             |
| 2018, 2020      | BoJack Horseman                       | Vance Waggoner (stemme)                           | Episodes: "BoJack the Feminist" and "The Horny Unicorn" |
| 2018, 2020      | Big Mouth                             | Gavin the Hormone Monster / Nick's Agent (stemme) | 3 episoder                                              |
| 2018–2020       | Homecoming                            | Colin Belfast                                     | 11 episoder                                             |
| 2019            | The Detour                            | Castro (stemme)                                   | Episode: "The Groom"                                    |
| 2019            | SpongeBob SquarePants                 | Tony (stemme)                                     | Episode: "Shell Games"                                  |
| 2020            | Mrs. America                          | Tom Snyder                                        | Episode: "Phyllis & Fred & Brenda & Marc"               |
| 2021            | Nine Perfect Strangers                | Tony Hogburn                                      | 8 episoder                                              |
| 2022            | Human Resources                       | Gavin Reeves (stemme)                             | 7 episoder                                              |
| 2022            | The Last Movie Stars                  | Elia Kazan (stemme)                               | 2 episoder                                              |
| 2022            | The Watcher                           | Dean Brannock                                     | 7 episoder                                              |

## Fodnoter
1. ↑  I Jumanji: Welcome to the Jungle har Van Pelt forskellige fornavne afhængig af geografisk region. I den britiske version af filmen er karakterens fornavn "John Hardin", mens navnet i den amerikanske version af filmen er "Russell".